# インヴィンシブル (戦列艦・2代)
| インヴィンシブル (戦列艦・2代) | |
| 艦歴                           | |
| 発注:                          | 1761年10月12日 |
| 建造:                          | ジョン&ウィリアム・ウェルズ造船所 （デットフォード）                                                                         |
| 進水:                          | 1765年3月9日 |
| その後:                        | 1801年難破 |
| 性能諸元                       | |
| クラス:                        | ラミリーズ級戦列艦 |
| 全長:                          | 砲列甲板：168ft 6in (51.4m) 竜骨：138ft 1in（42.1m）                                                                         |
| 全幅:                          | 46ft 11in (14.3m) |
| 喫水:                          | 19ft 9in (6.0m) |
| 機関:                          | 帆走（3本マストシップ） |
| 兵装:                          | 74門： 下砲列：32ポンド（15kg）砲28門 上砲列：18ポンド（8kg）砲28門 後甲板：9ポンド（4kg）砲14門 船首楼：9ポンド（4kg）砲4門 |

インヴィンシブル（HMS Invincible）は1765年3月9日にデットフォードで進水したラミリーズ級74門3等戦列艦。